# رانغاناثان فرانسيس
رانغاناثان فرانسيس (Ranganathan Francis) هو لاعب أولمبي لرياضة هوكي الحقل من الهند. شارك في الأولمبياد الصيفي في 1948–1956، وفاز بما مجموعه 3 ميداليات.

## الميداليات
| ذهب | فضة | برونز | المجموع |
| 3   | 0   | 0     | 3       |

## روابط خارجية
- رانغاناثان فرانسيس على موقع اللجنة الأولمبية الدولية (الإنجليزية)
- رانغاناثان فرانسيس على موقع أوليمبيديا (الإنجليزية)